# روبرت بروس (سياسي)
روبرت بروس (بالإنجليزية: Robert Bruce)‏ هو سياسي نيوزلندي، ولد في 1843 في لوثيان الشرقية في المملكة المتحدة، وتوفي في 1917. انتخب عضو مجلس النواب النيوزيلندي عن دائرة Rangitīkei (New Zealand electorate) ‏ (1884 – 1890).